# Kröding
Kröding är en hybrid mellan fjällröding (Salvelinus alpinus) och kanadaröding (Salvelinus namaycush). 
Korsningen gjordes under tidigt 1960-tal i Sverige, genom att blanda rom från fjällröding och mjölke från kanadaröding. Dessa hybrider planterades ut, bland annat i sjöar i Piteälvens avrinningsområde. Det har också planterats ut på andra platser i rotenonbehandlade vattendrag för att skapa sportfiskemöjligheter.
Krödingen är fertil och kan reproducera sig i svenska vatten. I bland annat Tjeggelvas kan man sportfiska efter arten, men den utgör endast en liten fraktion av totala fiskbeståndet i sjön.